# Mại dâm tại Việt Nam
Mại dâm ở Việt Nam là một chủ đề về hoạt động mại dâm tại Việt Nam, cũng như những quy định của pháp luật về hành vi mua bán dâm, chủ chứa, môi giới mại dâm...
Gần đây, có những ý kiến cho rằng Việt Nam nên hợp pháp hóa mại dâm, coi đây là một ngành nghề kinh doanh. Tuy nhiên, những ý kiến này đã vi phạm Hiến pháp năm 2013 (Khoản 2 Điều 36 quy định "Nhà nước bảo hộ hôn nhân và gia đình", Khoản 3 Điều 60 quy định "Nhà nước, xã hội tạo môi trường xây dựng gia đình Việt Nam ấm no, tiến bộ, hạnh phúc"); đồng thời cũng vi phạm công ước về quyền con người của quốc tế, cụ thể là Công ước Liên Hiệp quốc về trấn áp buôn bán người và bóc lột mại dâm người khác năm 1949 (Điều 1 quy định "trừng phạt bất cứ người nào, để làm thoả mãn dục vọng của người khác, mà: 1. Môi giới, dụ dỗ hoặc dẫn dắt một người khác nhằm mục đích mại dâm, thậm chí với sự đồng ý của người đó; 2. Bóc lột mại dâm người khác, thậm chí với sự đồng ý của người đó"). Ông Nguyễn Xuân Lập, Cục trưởng Cục Phòng chống tệ nạn xã hội, khẳng định rằng Việt Nam cần phải tôn trọng Hiến pháp và các công ước về quyền con người của quốc tế; theo đó không thể coi mại dâm là hợp pháp mà cần phải loại bỏ những hình thức tổ chức mại dâm khỏi đời sống xã hội, đặc biệt là ngăn chặn việc buôn bán phụ nữ và trẻ em để phục vụ mại dâm
Tại Hội nghị toàn quốc về phát triển du lịch, diễn ra tại Hội An ngày 9 tháng 8 năm 2016, Thủ tướng Chính phủ Nguyễn Xuân Phúc đã khẳng định Việt Nam sẽ không chấp nhận vì lợi ích trước mắt mà phải gánh chịu hậu quả xã hội lâu dài, nên sẽ không coi mại dâm là hợp pháp: "Việt Nam sẽ không có phố đèn đỏ, không làm casino tràn lan. Chúng ta không phát triển theo hướng đó".

## Trong lịch sử
Thời phong kiến, do kết cấu làng xã với hệ thống tôn ti chặt chẽ, quy chuẩn đạo đức và thuần phong mỹ tục nghiêm ngặt, nên mại dâm ở Việt Nam dường như không chính thức tồn tại. Các bộ luật Việt Nam thời phong kiến đều không thấy nhắc đến vấn đề này.
Một số tác phẩm như Truyện Kiều lấy đề tài về kỹ nữ lầu xanh, nhưng thực ra Truyện Kiều lấy bối cảnh ở nhà Minh (Trung Quốc) chứ không phải Việt Nam.

### Thời kỳ Pháp thuộc

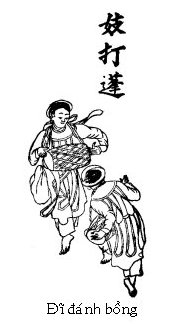
Đĩ đánh bồng, thập niên 1900

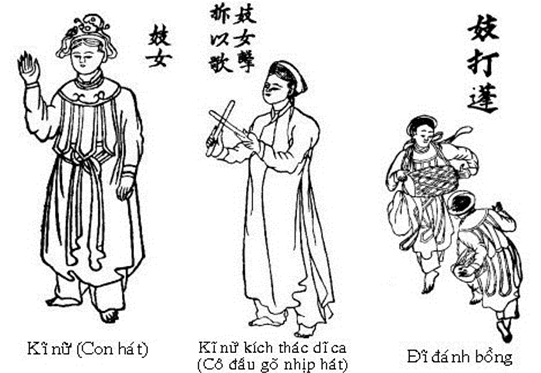
Cô đầu

Đến thời Pháp thuộc, chính sách khai thác thuộc địa của Pháp và sự du nhập kinh tế thị trường dẫn đến ra đời các đô thị. Nhu cầu mua dâm của thị dân và binh lính Pháp đóng tại các thành phố dẫn đến mại dâm xuất hiện và hình thành các nhà chứa nhiều tầm cỡ . Vấn đề mãi dâm được báo chí đề cập đến lần đầu tiên là trên báo Phụ nữ tân văn ngày 12/12/1929.
Vào những năm 1930, vấn đề mại dâm ở Việt Nam đã trở thành một vấn đề nhức nhối trong xã hội. Các báo đã mô tả tình trạng "lúc nhúc xóm bình khang, đầy rẫy phường bán phấn" trong các đô thị Việt Nam dưới thời Pháp thuộc. "Nếu đi qua các ngõ Sầm Công ở Hà Nội, phố Hạ lý Hải Phòng, phố Bến Củi Nam Định... ta sẽ thấy một cảnh tượng đau lòng, một sự dâm ô đê tiện hơn hết trong sự mãi dâm, chắc không có nước nào mà mãi dâm lại đê tiện hơn mãi dâm ở nước ta: Họ ra tận đường phố lôi kéo khách hàng, họ nói những câu, hát những giọng khiêu dâm tục tằn..."
Dưới chế độ thuộc địa, thực dân Pháp cho phép mại dâm công khai, vừa để kiếm tiền từ thuế vừa để làm thui chột truyền thống văn hóa Việt Nam. Trong xã hội nảy sinh hai loại gái mại dâm. Một loại có giấy phép hành nghề và phải nộp thuế cho chính quyền thuộc địa, một loại bán dâm chui mà báo chí thường gọi là loại "gái đi ăn mảnh", "gái lậu" (Lậu thuế). Hầu hết gái bán dâm ở Việt Nam thuộc loại không có giấy phép và tự kiếm khách, bởi đây là hành vi vô đạo đức nên cả người mua dâm lẫn người bán dâm thường không muốn lộ mặt công khai. Đối với người mua dâm, phần lớn cảm thấy xấu hổ khi chường mặt trước thiên hạ để vào các nhà chứa hợp pháp.
Tình trạng mắc bệnh hoa liễu trong gái mãi dâm rất cao. Năm 1933 ở Sài Gòn, một bệnh viện chuyên trị các bệnh hoa liễu đã phải chữa cho hơn 20.000 người. Một bệnh viện chuyên chữa bệnh lậu "một ngày không dưới 30 đàn ông đến chữa bệnh, đàn bà là 150 người" (chỉ là chữa bệnh lậu, chưa kể các bệnh khác). Ở bệnh viện Bạch Mai thì cứ 100 gái bán dâm, thì có đến 70 mắc bệnh. Còn ở Hà Nội cũng có khoảng 5000 gái bán dâm mà trong đó tới 99% mắc bệnh hoa liễu. Mại dâm là một vấn đề bức xúc của toàn xã hội.
Trong những năm cuối thập kỷ 30 của thế kỷ 20, một biến tướng khác của mại dâm là "hát cô đầu" đã trở thành "một cái ung nhọt" của xã hội. Ở vùng ngoại ô Hà Nội năm 1938 có tới 216 nhà hát cô đầu và gần 2000 cô đầu. Henri Virgitti và bác sĩ B. Joyeux cho biết: ít nhất ở Hà Nội vào năm 1938 có khoảng 250 nhà hát cô đầu với khoảng 1.100 người và số gái bán dâm có từ 1500 tới 2000 người. Hầu hết trong số họ mắc bệnh hoa liễu. Còn ở Vinh, một thị xã nhỏ cũng có tới 8 nhà hát cô đầu với khoảng hơn 300 cô đầu. Nguyễn Doãn Vượng đã nhận xét về "hầu hết những kẻ đi hát bây giờ đều là thanh niên... do đó sự kém sút về sức khoẻ, sự truỵ lạc về tinh thần, những bệnh hoa liễu cũng từ đó mà về thăm gia đình và vợ con những thanh niên đó; lại còn bao nhiêu kẻ trong cơn mê muội đớn hèn lỗi đạo vì đi hát, ăn trộm, ăn cắp vì mê hát và khuynh gia bại sản vì những cô đầu hát."
Trọng Quỳnh trên Đông Pháp năm 1940 đã phân tích quá trình "từ ngây thơ đến bán dâm" của một số cô gái quê" vì quá đua đòi "theo mới", kém suy nghĩ, yếu đạo đức, đã bỏ nhà ra đi và cuối cùng sa vào con đường lầm lạc. Bài báo vạch rõ sự cám dỗ của cuộc sống tiêu thụ nơi thành thị đã biến một cô gái quê trong trắng trở thành một cô gái làng chơi với những vũ trường, khách sạn, nhà hát... Nhìn chung các ý kiến đều cho rằng: mại dâm phát triển là do nguyên nhân kinh tế, là sản phẩm của chế độ thực dân tư bản, nơi con người mờ mắt vì đồng tiền và hưởng lạc.
Năm 1924, Nguyễn Ái Quốc (tức Chủ tịch Hồ Chí Minh) đã viết báo lên án: "Hai tệ nạn: Đa thê và mại dâm, nay được tổ chức theo kiểu châu Âu. Đây là đặc điểm của thực dân Pháp, vì ở các thuộc địa Anh, nạn đa thê bị huỷ bỏ và nạn mại dâm bị cấm", và "Nước Pháp núp sau lá cờ ba sắc tự do, bình đẳng, bác ái, đang đưa vào các thuộc địa của nó rượu, thuốc phiện, mại dâm và gieo rắc nghèo đói, lụn bại và chết chóc cho dân bản xứ bên cạnh sự giàu sang kiếm được bằng cách bất lương của nó"
Ngay sau khi thành lập (năm 1930), Nguyễn Ái Quốc và Đảng Cộng sản Việt Nam đã đề ra chủ trương "chống chế độ đa thê, phản đối chính phủ Pháp duy trì và lợi dụng chế độ làm đĩ để thu thuế" Vì vậy, trên các truyền đơn của Đảng thường đề ra các khẩu hiệu như: chống nạn mại dâm, vận động phụ nữ tham gia vào công cuộc đấu tranh giải phóng dân tộc, xây dựng một xã hội mới văn minh, bình đẳng. Xoá bỏ nạn mại dâm trong xã hội được Đảng Cộng sản xem là một biện pháp để nâng cao địa vị xã hội cũng như tôn trọng phẩm giá của phụ nữ.

### Thời kỳ 1945-1975
Tại Hà Nội vào năm 1954 (trước khi Pháp rút đi), tài liệu cho thấy có khoảng 12.000 gái điếm làm việc trong 45 nhà chứa và 55 quán rượu, trong đó 6.000 đã đăng ký với chính quyền thực dân Pháp. Sau 1954, mại dâm trở thành bất hợp pháp và bị loại trừ phần lớn theo Điều 202 của Bộ luật Hình sự Việt Nam Dân chủ Cộng hòa. Tuy nhiên, hằng năm khoảng 300-400 người vẫn bị phát hiện có liên quan tới hoạt động này.
Tại miền Nam Việt Nam, giữa những năm 1959 đến 1962, bà Trần Lệ Xuân đã cho đóng cửa hết tất cả các nhà chứa và phạt tiền các chủ nhà chứa, và do đó mại dâm có tổ chức dường như đã bị dập tắt. Tuy nhiên, sau khi chế độ Ngô Đình Diệm bị lật đổ, các tổ chức mại dâm lại nổi lên, và đến cuối thập niên 1960, đã có khoảng 32 nhà chứa tồn tại ở Sài Gòn.
Trong giai đoạn 1960-1975, hàng triệu lính viễn chinh Mỹ ào ạt đổ bộ vào Việt Nam vào thời chiến tranh Việt Nam. Từ đó nở rộ các những chủ thầu cung cấp hàng hóa và dịch vụ cho lính Mỹ, những người làm sở Mỹ... đến bọn ma cô, gái điếm, gái nhảy, gái tắm hơi... Sự phân hóa về kinh tế đó dẫn tới sự đảo lộn các giá trị đạo đức truyền thống. Người miền Nam thời đó có câu vè: "Thứ nhất sở Mỹ, thứ nhì gái đĩ, thứ ba ma cô, thứ tư tướng tá".
Để "giúp vui" cho đạo quân viễn chinh, Mỹ - Thiệu cho phép mở cửa hàng loạt bar, phòng tắm hơi, hộp đêm, vũ trường và nhất là nhà thổ, hiện diện ở khắp Sài Gòn, đặc biệt là xung quanh các cư xá Mỹ. Mại dâm - gọi nôm na là "chợ heo" - được Việt Nam Cộng hòa công khai và hợp pháp hóa. Ước tính toàn miền Nam năm 1975 có trên 200.000 gái bán dâm. So với số gái bán dâm trên toàn Việt Nam vào năm 2012 thì con số này cao gấp 7 lần, nếu xét về tỉ lệ dân số thì gấp 30 lần. Một quan chức Sài Gòn còn công khai phát biểu: "Người Mỹ cần gái, chúng ta cần đôla. Tại sao chúng ta phải hạn chế, đó là nguồn thu đôla vô tận".
Năm 1966, từ Sài Gòn về, Thượng nghị sĩ Mỹ William Fulbright nhận xét: "Mỹ đã biến Sài Gòn thành một ổ điếm". Một tạp chí xuất bản ở Sài Gòn mô tả: "Tại chợ heo đó, hằng ngày có hai ba trăm người con gái Việt Nam đứng sắp hàng... cho lính Mỹ đến chọn dắt đi như một con vật. Với một nắm đôla trong tay, lính Mỹ thật là nhiều tự do: tự do phá hoại văn hóa Việt Nam"
Chủ trương nói trên của Mỹ - Thiệu gây ra những hậu quả nghiêm trọng trong đời sống văn hóa - tinh thần của nhân dân. "Sự sa đọa, sự trụy lạc trong xã hội... đã gây ra biết bao thảm cảnh gia đình, bao nhiêu đổ vỡ hạnh phúc, bao nhiêu chuyện bi đát thương tâm...". Học giả Nguyễn Hiến Lê nhận xét: sự tha hóa của đạo đức xã hội là một trong các nguyên nhân khiến chế độ Việt Nam Cộng hòa ngày càng mất lòng dân, cuối cùng sụp đổ hoàn toàn.

## Hiện nay
Giai đoạn 1975-1985, với chính sách "đời sống văn hóa mới", chính phủ Việt Nam đã hầu như đã quét sạch nạn mại dâm trên toàn Việt Nam, nhất là những ổ mại dâm tại miền Nam từ thời quân Mỹ để lại.
Đến giai đoạn Đổi mới 1986 về sau, mại dâm bắt đầu xuất hiện trở lại. Mặt khác, tại các cửa khẩu tiếp giáp với Trung Quốc, tình hình mua bán người vì mục đích mại dâm và bắt cóc phụ nữ để đưa sang Trung Quốc cũng trở thành vấn đề đáng báo động.

### Thống kê

#### Số lượng người bán dâm
Hội nghị tổng kết phòng, chống mại dâm năm 2013 của Việt Nam cho thấy: cả nước ước tính có gần 33.000 người bán dâm, phần lớn là nữ; nhưng chỉ có khoảng 9.000 gái bán dâm có hồ sơ quản lý. Độ tuổi bán dâm ngày càng trẻ hóa, từ 16 - 18 tuổi chiếm 15,3%, từ 25 - 35 tuổi chiếm 35% và đông nhất là từ 18 - 25 tuổi chiếm 42%. Về học vấn, 17,1% chỉ tốt nghiệp tiểu học, 39,3% đã tốt nghiệp trung học và đáng lưu ý là khoảng 10,3% đã tốt nghiệp đại học hoặc cao đẳng. Quan niệm cho rằng gái mại dâm do "học vấn thấp" thực tế không còn đúng nữa
Một số liệu của Bộ Nội vụ vào đầu thập niên 1990 cho rằng con số này là 400.000. Nguồn khác thì cho là 600.000 (năm 1994) khi xét đến phương thức chống bệnh hoa liễu và HIV.
Tại "Hội nghị tổng kết 10 năm thi hành Pháp lệnh phòng, chống mại dâm" sáng 19/12/2014, Thứ trưởng Bộ LĐTB&XH Nguyễn Trọng Đàm cho biết: theo báo cáo của 63 tỉnh, thành phố trực thuộc Trung ương, đến tháng 11/2014, cả nước có 11.240 người bán dâm có hồ sơ quản lý. Trước đó, ngày 13/6/2014, ông Phạm Ngọc Dũng, Phó trưởng phòng Chính sách phòng chống mại dâm, Cục Phòng chống tệ nạn xã hội (Bộ LĐ-TB&XH) cho biết, cả nước hiện có khoảng 30.000 người đang hoạt động mại dâm.
Năm 2012, tần suất bán dâm trung bình của mỗi gái mại dâm là 60 lần/tháng, riêng Hải Phòng là 187 lần/tháng (162 lần cho khách lạ và 25 lần cho khách quen) Khảo sát của Bộ Lao động thương binh xã hội cho biết, vào đầu năm 2012, thu nhập trung bình của gái mại dâm đạt 10,6 triệu đồng/tháng, chưa kể các khoản phụ khác, cao gấp 2,5 lần thu nhập trung bình của nhóm 20% người có thu nhập cao ở Việt Nam. Mức thu nhập cao đã lôi cuốn ngày càng nhiều phụ nữ tham gia bán dâm
Điều tra quốc gia năm 2005 cho biết: trong số nam thanh niên ở độ tuổi 22-25 và chưa lập gia đình, có khoảng 11,2% ở thành thị và khoảng 5% ở nông thôn đã từng có quan hệ tình dục với gái mại dâm. Dù tỉ lệ không phải là cao, nhưng đây vẫn là điều đáng lo ngại vì thanh niên là lực lượng lao động chủ yếu và sẽ tiếp quản đất nước trong trung và dài hạn.
Thời gian gần đây, gái mại dâm hoạt động tinh vi hơn. Nhiều gái mại dâm là lưu động, không nằm trong đường dây lớn mà tự hoạt động theo kiểu đơn lẻ hoặc theo nhóm 2-3 người, không ở trong nhà chứa hoặc đứng đường mà tự quảng cáo, chào mời trên các trang web đen ở Internet hoặc điện thoại di động. Những đối tượng này rao bán dâm trên mạng, tung thông tin, hình ảnh, số điện thoại hoặc sử dụng nickname để chatsex với sự hỗ trợ của webcam. Sau khi móc nối với khách và xác minh đúng "mật khẩu", gái mại dâm sẽ cho khách địa chỉ hoặc sẽ đi đến địa chỉ của khác. Ngoài ra, hoạt động mại dâm theo phương thức gái bao theo tour du lịch đang gia tăng.
Bên cạnh đó, tổ chức hoạt động mại dâm vẫn là lợi dụng các dịch vụ ăn nghỉ, vũ trường, karaoke, cà phê, tẩm quất... Đã hình thành các đường dây liên tỉnh, hoặc có sự móc nối với các hướng dẫn viên du lịch để cung cấp gái mại dâm cho khách đến các địa điểm du lịch trong nước hoặc nước ngoài.
Trung bình khoảng 66% người bán dâm được điều tra hoạt động độc lập, trong đó tỉ lệ hoạt động độc lập của nam là 70,4% so với 61,8% của nữ. Việc có ít bán dâm qua môi giới là do sự phát triển của công nghệ thông tin, người bán dâm có nhiều cơ hội để giao dịch trực tiếp với khách hàng hơn, do đó không phụ thuộc vào các chủ chứa. Lý do khác là vì pháp luật Việt Nam trừng phạt môi giới mại dâm rất nặng, nhưng lại nhẹ tay với người bán dâm và mua dâm. Môi giới phải lĩnh án hình sự và bị tù nhiều năm, nhưng mua và bán dâm thì lại chỉ bị phạt hành chính vài trăm nghìn. Trình độ học vấn của gái bán dâm cao hơn so với trước nên cũng tìm những cách hoạt động tinh vi hơn (như Internet, điện thoại di động...) mà không cần qua môi giới. Việc pháp luật Việt Nam chỉ xử nặng kẻ môi giới mà nương nhẹ xử lý hành vi mua bán dâm khiến việc chống mại dâm thiếu tính răn đe, tác dụng phòng chống không có hiệu quả.
Sau khi Luật xử lý vi phạm hành chính năm 2012 có hiệu lực, gái mại dâm không còn bị áp dụng biện pháp giáo dục tại địa phương hoặc đưa vào cơ sở bảo trợ xã hội mà chỉ bị phạt hành chính với số tiền rất nhỏ (100-300 nghìn đồng). Biện pháp xử lý quá nhẹ khiến số lượng người bán dâm ngày càng tăng. Ở Thành phố Hồ Chí Minh, thống kê năm 2016 ước tính cả thành phố có 3.600 người bán dâm, kích dục, tăng tới 20% so với năm 2015

#### Nạn buôn người để phục vụ mại dâm
Số liệu của Ban chỉ đạo Phòng chống tội phạm cho thấy, tại Việt Nam trong giai đoạn 2011-2015, các địa phương đã phát hiện gần 2.000 vụ buôn bán người với hơn 3.800 nạn nhân. Trong đó, trên 85% số nạn nhân là phụ nữ và trẻ em. Phần lớn phụ nữ bị buôn bán để làm gái mại dâm tại các đô thị hoặc đưa sang Trung Quốc làm gái mại dâm tại nước này, ngoài ra đã có những trường hợp bị lừa sang Malaysia làm nô lệ tình dục
Chính phủ Việt Nam đã có những biện pháp đấu tranh và ngăn chặn tội phạm buôn người bằng việc thông qua Luật Phòng chống mua bán người và Chương trình hành động quốc gia phòng, chống mua bán người. Tuy nhiên, do phần lớn nạn nhân của tội phạm buôn người là để phục vụ mại dâm, trong khi các quy định về phòng chống mại dâm của Việt Nam còn khá nương nhẹ, nên hiệu quả thu được không cao.

#### Lây nhiễm HIV/AIDS
Khảo sát năm 2001 ở Việt Nam cho biết 51% gái mại dâm nghiện ma túy và 27% bị nhiễm HIV, chưa kể các bệnh khác như viêm gan, lậu mủ, giang mai... Tại Hà Nội ước tính có khoảng 7.000 gái mại dâm, trong đó 2.000 là gái đứng đường, 80% số này nghiện ma tuý và nhiễm HIV. Tỷ lệ gái mại dâm nghiện hút chích chung bơm kim tiêm chiếm tới 44,2%, và tỷ lệ này trong nhóm nhiễm HIV lên đến 77,1%. Đáng báo động, tỷ lệ gái mại dâm sử dụng bao cao su thường xuyên là 65,4%, trong khi ở nhóm nhiễm HIV lại chỉ có 23,3% (do tâm lý buông xuôi và muốn "trả thù đời" khi biết mình đã nhiễm bệnh).
Thống kê của Bộ Y tế, năm 2000 chỉ có 25.000 khách làng chơi nhiễm HIV từ gái bán dâm nhưng 5 năm sau đó đã lên tới 60.000. Thống kê 6 tháng đầu năm 2012 đã phát hiện thêm gần 6.000 ca nhiễm HIV mới, lây qua đường tình dục là nguyên nhân đứng đầu với tỷ lệ 45,6%, chủ yếu là do mua bán dâm gây ra.
Theo Thạc sĩ Võ Hải Sơn (Cục Phòng chống HIV/AIDS, Bộ Y tế), chỉ trong 3 tháng đầu năm 2015, số người nhiễm HIV mới phát hiện đã lên tới trên 1.504 người, tức là mỗi ngày có thêm khoảng 20 người nhiễm HIV. Một nghiên cứu ở Hà Nội với khoảng 200 - 250 người cho thấy, tỷ lệ phụ nữ bán dâm nhiễm HIV lên tới 17%, cao gấp 5 lần Thành phố Hồ Chí Minh và gần 6 lần so với tỉ lệ gái bán dâm nhiễm HIV trong cả nước (3%). Tiến sĩ Hoàng Đình Cảnh, Phó cục trưởng Cục Phòng chống HIV/AIDS cho biết: tỷ lệ lây nhiễm HIV qua đường tình dục ngày càng cao, đã chiếm tới gần 40% so với khoảng 30% của thời kỳ trước.
Tại Thành phố Hồ Chí Minh, giai đoạn 2011-2015, tỷ lệ lây nhiễm HIV qua đường tình dục ngày càng tăng, chiếm tới 57,5% (ở giai đoạn 2006-2010, tỷ lệ này chỉ là 24%). Trên phạm vi cả nước, trong 10 tháng đầu năm 2016, tỷ lệ lây nhiễm HIV qua đường tình dục chiếm tới 56%, tăng rất nhanh so với tỷ lệ 45% của năm 2013. Nguyên nhân khiến tỷ lệ nhiễm HIV qua đường tình dục tăng nhanh là do các quy định bất hợp lý tại Luật xử lý vi phạm hành chính năm 2012: gái mại dâm không còn phải vào trung tâm chữa bệnh như trước đó (trong khi có nhiều người trong số họ nhiễm HIV), cho nên họ cứ tiếp tục tái phạm và lây nhiễm bệnh cho những người mua dâm mà không ai ngăn chặn được.
Năm 2017, viện trợ của quốc tế cho chương trình chống HIV của Việt Nam đã chấm dứt hoàn toàn. Nhiều chương trình phân phát bao cao su, thuốc điều trị HIV cho gái mại dâm không còn kinh phí thực hiện. Nếu tiếp tục duy trì chính sách xử phạt nhẹ người bán dâm như hiện nay (không giáo dục bắt buộc tại địa phương và đưa vào cơ sở chữa bệnh) thì tỷ lệ lây nhiễm HIV từ nhóm đối tượng này sẽ ngày càng tăng cao.

### Nguyên nhân bán dâm
Trên 53% gái bán dâm thú nhận nguyên nhân chủ yếu khiến họ bán dâm là do thu nhập cao, trong khi bản thân họ lười lao động, sợ vất vả nhưng lại thích ăn chơi và đua đòi, trong đó có cả những cô gái nhà khá giả nhưng bị cha mẹ quản lý tiền chặt chẽ, muốn có tiền ăn chơi nên tự đi bán dâm, thậm chí có cả những người mẫu, diễn viên, hoa hậu, ca sĩ vì muốn sống xa hoa nên cũng làm gái gọi. Nguyên nhân khác là muốn thỏa mãn nhu cầu sinh lý.
Gái bán dâm luôn lấy lý do là "nhà nghèo" nên phải đi bán dâm. Tuy nhiên, theo thống kê năm 2012 sau khi thực hiện khảo sát tại 3 thành phố Hà Nội, Hải Phòng và TP Hồ Chí Minh của Bộ Lao động Thương binh Xã hội Việt Nam cho thấy: đa phần gái bán dâm có gia cảnh trung bình (42,4% nhà nghèo, 52,2% có gia cảnh trung bình và 2,4% có gia đình khá giả). 27,6% đi bán dâm là do bạn bè rủ rê, 63,9% là do lôi kéo bởi chính những gái mại dâm khác, chỉ có 6% là do bị lừa hoặc cưỡng bức. Một bộ phận khác bán dâm là để có tiền thỏa mãn cơn nghiện ma túy (51% gái mại dâm nghiện ma túy). 34,9% muốn tiếp tục bán dâm trong khoảng 3 năm tới vì muốn duy trì khoản thu nhập cao trong khi bản thân đã quen tiêu xài phung phí.
Nhận xét về lý do bán dâm, Chuyên gia tâm lý – Thạc sĩ Nguyễn Hoàng Khắc Hiếu (Khoa Tâm lý - đại học Sư phạm Thành phố Hồ Chí Minh) nhận định: "Nhà nghèo luôn là điệp khúc được nhiều cô gái trẻ thanh minh cho vấn đề tại sao lại đi bán dâm... Tuy nhiên, không phải ai nghèo cũng đem thân thể mình ra mua bán. "Nghèo" chỉ là lý do bên ngoài của cái sự lười lao động... Các bạn trẻ lười lao động sẽ rất dễ sa chân khi thấy kiếm tiền cách này quá dễ."
Thu nhập nhiều nhưng phần lớn thu nhập kiếm được lại được gái bán dâm ném vào nghiện ngập, hút chích, vũ trường, cờ bạc nên "tiền vào thì nhanh mà ra cũng nhanh". Càng kiếm nhiều thì càng ăn chơi nhiều, một bài báo cho biết ít nhất 70% gái bán dâm ở Hà Nội phải tìm đến bọn cho vay nặng lãi. Vay ít thì là 5 triệu, không ít vay nợ tới cả trăm triệu. Lãi suất thì rất cao, có khi tới 5-10%/ngày. Ăn chơi, cờ bạc tiếp rồi chẳng mấy mà hết, chưa kịp trả hết món nợ này, họ lại vay món khác. Nợ chồng nợ, họ càng cật lực bán dâm để trả nợ thì lại càng lao vào ăn chơi, lô đề, rồi lại càng nợ. Cái vòng luẩn quẩn này khiến con đường hoàn lương càng thêm mịt mù.
Một số gái bán dâm có học vấn không hề thấp. Công an đã làm rõ một số đường dây mại dâm bao gồm cả giáo viên, viên chức, đặc biệt là những sinh viên có ngoại hình đẹp, thích ăn chơi đua đòi tại các trường đại học, cao đẳng được các tú bà tuyển mộ để bán dâm giá cao. Gái bán dâm trong các đường dây này là sinh viên, nhưng lại thích đua đòi, ăn chơi ở những chốn sành điệu, dù bố mẹ chu cấp đầy đủ nhưng vẫn đi bán dâm chỉ để có tiền thỏa mãn sĩ diện. Có cô cho biết: "Nhà em không phải là nghèo, giàu là khác nhưng ông bà già quản tiền chặt. Chơi với bạn, cái sỹ nổi lên, không có tiền thì tự mình kiếm. Bạn em nó gợi ý cái là em đồng ý luôn." Có sinh viên, thậm chí cả học sinh Trung hoc phổ thông mới 17 tuổi đã vừa bán dâm vừa kiêm luôn vai trò môi giới mại dâm, buôn bán phụ nữ với những chiêu tinh vi như "bán trinh giả" Nhu cầu tiền bạc và lối sống buông thả, ăn chơi đua đòi của một bộ phận sinh viên đang trở nên phổ biến, sức hút của đồng tiền khiến nhiều sinh viên chấp nhận bán dâm để thỏa mãn lối ăn chơi xa xỉ cho xứng với "đẳng cấp của dân chơi".
Đặc biệt, một số gái mại dâm còn là người mẫu, diễn viên, hoa hậu... có thu nhập cao, nhưng vì muốn ăn chơi xa hoa mà đi bán dâm. Điển hình ở Việt Nam là các diễn viên, người mẫu, ca sĩ như Yến Vy, Kim Tính, Hồng Hà, Võ Thị Mỹ Xuân, Thiên Kim, Lâm Nhật Ánh. Một số còn kiêm luôn vai trò "tú bà", chăn dắt và môi giới mại dâm... Giá bán dâm của các đối tượng này lên tới hàng ngàn USD/đêm, năm 2015 đã phát hiện trường hợp Lại Thu Trang (sinh năm 1986, quê ở Quảng Ninh), diễn viên, từng giành danh hiệu Á khôi cuộc thi sắc đẹp của trường Đại học Sân khấu Điện ảnh, bán dâm với giá tới 7.000 USD/ngày. Người mẫu bán dâm Hồng Hà từng nói về động cơ đi bán dâm của mình là để nhanh "mua được nhà lầu, xe ôtô".
Một tuyên truyền viên chống HIV cho biết: "Tôi đã tiếp xúc với rất nhiều gái mại dâm, số cô mà tôi đã gặp, đã trò chuyện, chắc phải đến đôi trăm. Trong số đó, có lẽ chỉ 1/10 là hoàn cảnh thực sự quá khó khăn, buộc phải làm gái. Còn lại, đa số là lười lao động, thích chưng diện, thích ăn sung mặc sướng... Với những người đó, tôi không thể thông cảm hay xót xa được..."
Nhà báo Remy Favre trên tạp chí La Croix dẫn một nghiên cứu do Liên minh chống buôn người thực hiện cho hay: 54% người bán dâm tại Thành phố Hồ Chí Minh tham gia hoạt động này với mục đích kiếm tiền dễ dàng, và "Những cô gái đó muốn mua điện thoại, xe máy đẹp, quần áo hàng hiệu". Có rất ít người bán dâm có ý định bỏ công việc này do thu nhập cao, lại không phải lao động vất vả. Tổ chức phi chính phủ Médecins du Monde đã mời một số người bỏ việc và hứa bố trí công việc mới, nhưng "Thông thường, họ từ chối ngay. Mức lương hàng tháng mà chúng tôi đề nghị, họ có thể kiếm được chỉ trong vòng 1 ngày. Bên cạnh đó, họ cũng không muốn bị gò bó về thời gian biểu và những quy tắc làm việc"
Có gái mại dâm mới 16 tuổi khi bị bắt đã trả lời tỉnh queo: "Ở nhà mỗi lần xin 5-10 ngàn đi chơi game mà ông bà già cứ cằn nhằn nên em mới đi làm kiếm tiền chơi, khỏi bị cằn nhằn nhức đầu". Có gái mại dâm thì nói thẳng với nhà báo: "Chị không bỏ nghề đâu, vì nghề này vừa sướng lại vừa có tiền". Thậm chí, có ngôi làng đua nhau đẩy con gái đi bán dâm để làm giàu. Nhiều gia đình của làng còn có hẳn một kế hoạch đưa ra cho con gái họ, bắt phải bán dâm bao lâu, để gia đình mua sắm thế nào. Có bà mẹ vì hám tiền đã bất chấp nhân phẩm và tình mẫu tử, ép con đi bán dâm.
Theo thượng tá Đào Thanh Hải - Trưởng phòng Cảnh sát hình sự Hà Nội thì nếu trước đây, đối tượng bán dâm thường có văn hóa thấp, hoàn cảnh khó khăn, thì qua những vụ bắt mại dâm vừa qua cho thấy, gái bán dâm đã có sự thay đổi. Chuẩn mực đạo đức suy thoái, nhiều cô gái dù có học thức vẫn không ngần ngại kiếm tiền từ con đường này (ước tính 10,3% gái bán dâm có trình độ Đại học, cao đẳng, trung cấp nghề). Do học đòi "phong cách Tây", nhiều cô coi rẻ trinh tiết, sẵn sàng làm theo bản năng, chấp nhận dùng thân xác mình làm vật trao đổi vì tiền bạc danh lợi Trong điều kiện xã hội hiện nay, nếu vẫn cho rằng gái mại dâm là "nạn nhân của số phận, vì hoàn cảnh mới phải bán dâm" thì xem ra không còn phù hợp, nhiều trường hợp chẳng đói nghèo, dốt nát gì vẫn đi bán dâm. Việc liên tiếp nhiều vụ án mại dâm sinh viên, người mẫu bị phát hiện đã gióng lên hồi chuông báo động về lối sống ngày càng tha hóa của một bộ phận con người trong xã hội.

## Pháp luật
Mại dâm ở Việt Nam là bất hợp pháp. Ngày 15 tháng 4 năm 2003, Pháp lệnh Phòng chống mại dâm được công bố, quy định những biện pháp và trách nhiệm của cơ quan, tổ chức, cá nhân và gia đình trong việc loại trừ mại dâm. Ngày 15 tháng 10 năm 2004, Chính phủ đã ban hành Nghị định số 178/2004/NĐ-CP quy định chi tiết thi hành một số điều của Pháp lệnh phòng, chống mại dâm.
Theo Điều 22, 23 của Pháp lệnh, người mua dâm và bán dâm tuỳ theo tính chất, mức độ vi phạm mà bị xử phạt hành chính bằng các hình thức khác nhau. Tuy nhiên, nếu người mua/bán dâm chưa thành niên hoặc biết mình bị nhiễm HIV mà cố ý truyền bệnh cho người khác thì bị truy cứu trách nhiệm hình sự. Hành vi chứa mại dâm bị truy cứu hình sự theo Điều 254, với khung hình phạt cao nhất là tù chung thân.
Trong giai đoạn 2006 – 2010, lực lượng công an các cấp đã truy quét, triệt phá 6.109 vụ mại dâm, với 19.443 đối tượng (gồm 4.113 chủ chứa, môi giới; 9.067 gái bán dâm; 6.263 khách mua dâm), đưa hơn 5.100 gái mại dâm vào cơ sở chữa bệnh. Viện kiểm sát Nhân dân đã khởi tố 4.585 bị can về mại dâm. Tòa án nhân dân các cấp đã xét xử 3.542 vụ với 4.866 bị cáo. Bên cạnh việc xử lý các bị cáo là chủ chứa, môi giới mại dâm, thời gian qua Tòa án các cấp đã xét xử 114 vụ án với 178 bị cáo phạm tội mua dâm người vị thành niên. Trong năm 2011, công an cả nước đã khám phá 717 ổ mại dâm, xử lý gần 2.800 đối tượng.
Theo ông Tô Văn Huệ, Phó Cục trưởng Cục Cảnh sát quản lý hành chính trật tự xã hội, hầu hết những cơ sở nghi là có hoạt động mại dâm, đều nằm dưới sự bảo lãnh của những nhân vật có "uy" với địa phương. Chính vì thế nhiều khi chỉ bằng một cú điện thoại cũng có thể ngăn bước các cơ quan chức năng khi tiến hành kiểm tra. Theo ông, Công an sở tại "biết tuốt", vấn đề là có sự tiếp tay bao che hay không. Bà Lê Thị Hà, Cục trưởng Cục Phòng chống Tệ nạn xã hội, cho biết cả nước hiện có hơn 20.000 cơ sở kinh doanh dịch vụ dễ bị lợi dụng để hoạt động mại dâm. Tuy nhiên cách quản lý những cơ sở này bị buông lỏng, nhất là tại những thành phố lớn. "Chẳng hạn ngay ở TP.HCM, nhiều nơi siết chặt cấp giấy phép cơ sở kinh doanh nhạy cảm song nhiều nơi lại cấp phép tràn lan khó quản lý". Sự phối hợp giữa các lực lượng nghiệp vụ, các ban ngành đoàn thể còn lỏng lẻo hoặc cứng nhắc do đó không phát huy được tác dụng..

## Các vướng mắc trong pháp luật về chống mại dâm hiện nay

### Đối với người bán dâm

#### Mức phạt không đủ răn đe
Trước năm 2012, tại Việt Nam có các Trung tâm bảo trợ xã hội chuyên dành cho gái mại dâm. Gái mại dâm nếu không thể trả về địa phương quản lý thì sẽ được đưa vào đó giáo dục, dạy nghề để sau này có nghề nghiệp mưu sinh, không phải quay lại con đường cũ. Có gái mại dâm tâm sự: "Bao nhiêu tiền kiếm được, em lại ném vào nghiện ngập, hút chích. Bây giờ bị bắt đưa vào đây rồi, được quản lý trại tạo công ăn việc làm, em mới thấm thía giá trị của đồng tiền kiếm được bằng nghề lương thiện"
Tuy nhiên, Luật xử lý vi phạm hành chính năm 2012 quy định gái mại dâm sẽ không phải bắt buộc vào các trung tâm bảo trợ xã hội mà chỉ bị phạt tiền (300 ngàn nếu lần đầu và 3-5 triệu nếu tái phạm). Lý do của việc bãi bỏ áp dụng hình thức đưa gái mại dâm vào trại là để "tăng cường áp dụng các biện pháp xã hội để gái mại dâm tự nguyện hoàn lương". Tuy nhiên, thực tế là các cơ sở hỗ trợ xã hội ở Việt Nam còn rất thiếu và quy mô nhỏ, mỗi tỉnh cả năm chỉ hỗ trợ được mấy chục người, trong khi số gái bán dâm cả nước lên tới hàng vạn. Ví dụ, Chi cục Phòng chóng tệ nạn Hà Nội chỉ đặt mục tiêu hỗ trợ dạy nghề, tạo việc làm được cho khoảng 60-80 người bán dâm trong suốt 3 năm. Tại TP Hồ Chí Minh, mỗi năm chỉ hỗ trợ được 30 suất vay vốn tạo việc làm. Ở Khánh Hòa, suốt năm 2011 chỉ có 2 đối tượng mại dâm được hỗ trợ hoàn lương và 6 đối tượng được tư vấn, hỗ trợ vay vốn tạo việc làm. Mặt khác, tiền học nghề cũng không được là bao (5 triệu đồng/người), thu nhập thấp hơn trong khi lại vất vả hơn nhiều so với đi bán dâm nên phần lớn gái bán dâm lại bỏ học nghề và tiếp tục bán dâm. Việc bãi bỏ quy định bắt buộc gái mại dâm vào các trung tâm bảo trợ xã hội, trên thực tế lại phản tác dụng và càng làm công tác hỗ trợ gái mại dâm hoàn lương thêm phần khó khăn.
Việc áp dụng Luật mới trong khi không cân nhắc đến tình hình thực tế đã khiến mại dâm lan tràn bởi mức xử phạt quá nhẹ, không có tính răn đe, trong khi các biện pháp quản lý tại xã hội thì yếu và lỏng lẻo. Mặt khác, thu nhập từ bán dâm cao hơn nhiều so với lao động thông thường lại ít nặng nhọc, một tỷ lệ lớn gái bán dâm chẳng phải vì nghèo khổ mà vì muốn có nhiều tiền để ăn chơi. Vấn đề chung được nhiều cán bộ chi cục và bản thân người bán dâm nhìn nhận: đó là thu nhập quá chênh lệch của những công việc khác so với việc bán dâm, trong khi đã quen thói tiêu xài phung phí, nên họ rất khó từ bỏ công việc mang lại cuộc sống dư dả cho bản thân. Do vậy, việc bãi bỏ biện pháp cưỡng chế vào trung tâm xã hội đã khiến việc hoàn lương của người bán dâm là rất khó khăn, trong khi sẽ ngày càng có nhiều cô gái trẻ sẵn sàng bước vào con đường này vì không còn sợ bị xử phạt nặng.
Theo báo cáo của Cục Phòng chống tệ nạn xã hội (Bộ LĐ-TB-XH), thực tế cho thấy sau 1 năm luật mới được áp dụng với mức phạt nhẹ, tổng số người bán dâm cả nước năm 2013 ước tính khoảng 32.700 người, đã tăng tới 9,3% so với năm 2012 Tại TP Hồ Chí Minh, mại dâm gia tăng mạnh trong năm 2015, số gái bán dâm tăng 20% chỉ sau 1 năm (từ 3.000 lên 3.600 người).
Lãnh đạo Sở LĐ-TB-XH Thành phố Hồ Chí Minh nhận định: tình trạng "bắt rồi lại thả" này đã làm gia tăng mại dâm; khi bị bắt quả tang gái mại dâm sẵn sàng nộp phạt rồi sau đó tiếp tục hoạt động bình thường, thậm chí công khai. Thu nhập bình quân của gái mại dâm khoảng 10 triệu đồng/tháng, gái gọi cao cấp tới 150 triệu đồng/tháng, phạt tiền 300 nghìn đồng thì chẳng bõ bèn gì. Nếu số tiền nộp phạt lớn, gái bán dâm sẽ tăng giá, không ảnh hưởng đến túi tiền. Một gái bán dâm không che giấu: "Sau một thời gian làm nhân viên phục vụ cho các quán ăn, vừa mệt lại không có tiền nhiều, nghe lời mấy đứa bạn bảo làm gái vừa sướng vừa có tiền nên em theo. Lúc mới vào nghề phải lén lén lút lút, sợ công an bắt giam, giờ chỉ bị phạt hành chính thì chẳng còn gì phải sợ nữa… Tính ra, một ngày em có thể tiếp đến 10 khách, mỗi lượt cũng được 200.000 – 300.000 đồng thì nộp phạt cũng chẳng đáng là bao".
Về phía cơ quan công an, mức xử phạt hành chính hiện nay đối với gái mại dâm cũng đẩy họ vào thế khó, bởi thời gian từ lúc truy bắt, hỏi cung tới khi ra mức xử phạt, chỉ được giới hạn trong 24 giờ. Nhiều vụ, công an phải nhờ các trung tâm lao động giáo dục xã hội cho đối tượng lưu trú 10 ngày để có thời gian thẩm tra. Tuy nhiên, hiện nay các trung tâm không còn chức năng này nữa, công an buộc phải thả gái mại dâm dù chưa kịp điều tra, xử phạt được gì. Có những trường hợp gái mại dâm là con nhà khá giả, đi bán dâm vì ăn chơi đua đòi, tuy nhiên với chế tài chỉ xử phạt hành chính nên cơ quan điều tra không thể làm gì được để răn đe. Với quy định này, những gái mại dâm đơn lẻ (không qua môi giới) dù có bị bắt thì cũng chỉ có thể phạt hành chính với số tiền rất nhỏ, sau khi bị phạt họ sẽ vẫn tiếp tục tái phạm nhiều lần vì không còn sợ bị xử phạt nặng.
Tiêu biểu của việc gái bán dâm chỉ bị phạt hành chính nên liên tục tái phạm là trường hợp Lại Thu Trang (sinh năm 1986, quê ở Quảng Ninh), là diễn viên, từng giành danh hiệu Á khôi cuộc thi sắc đẹp của trường Đại học Sân khấu Điện ảnh Hà Nội. Năm 2015, Thu Trang bị phát hiện tham gia đường dây mại dâm cao cấp với giá tới 7.000 USD/ngày Sau khi bị phạt hành chính, Lại Thu Trang vẫn tiếp tục bán dâm. Đến năm 2016, cô này lại bị phát hiện tham gia đường dây bán dâm cao cấp với giá 3.000 USD/đêm.

#### Không quản lý được người bán dâm
Luật Xử lý vi phạm hành chính năm 2012 đã bãi bỏ biện pháp giáo dục tại địa phương hoặc đưa vào cơ sở chữa bệnh đối với người bán dâm, nhưng lại không đưa ra cơ chế, chính sách, biện pháp quản lý người bán dâm tại cộng đồng. Do vậy, hiện nay các địa phương không còn khả năng để tập trung chữa bệnh, giáo dục, đào tạo nghề cho đối tượng này, việc quản lý người bán dâm và hỗ trợ người bán dâm hoàn lương cũng không thể thực hiện được. Ngay cả người bán dâm nhiễm HIV/AIDS, giang mai... cũng không có biện pháp để cách ly, ngăn chặn họ lây nhiễm cho người khác.
Ông Lê Văn Quý, Phó chi cục trưởng Chi cục Phòng chống tệ nạn xã hội TP Hồ Chí Minh lý giải:
Từ khi ban hành Luật Xử lý vi phạm hành chính năm 2012, người bán dâm không còn bị áp dụng biện pháp quản lý, giáo dục tại xã, phường, thị trấn và không đưa vào cơ sở chữa bệnh nên việc quản lý đối tượng mại dâm gặp rất nhiều khó khăn, và không có chế tài xử lý đối với người thường xuyên tái phạm hành vi bán dâm từ 2 lần trở lên.
Nếu như trước đây, người bán dâm bị bắt quả tang có thể đưa vào các cơ sở chữa bệnh, giáo dục, thì nay, người bán dâm chỉ bị lập biên bản xử phạt hành chính 200.000 đồng, còn người mua bị phạt 750.000 đồng. Phạt xong họ lại tiếp tục đến một địa bàn khác hoạt động, nếu có bị bắt cũng chỉ lập biên bản xử phạt hành chính tiếp mà không có chế tài xử lý cụ thể.
Không chỉ riêng gì TP Hồ Chí Minh, mà các tỉnh thành khác cả nước cũng gặp rất nhiều khó khăn trong công tác quản lý đối tượng mại dâm, nói thật sự là không quản lý được.
Tại Hà Nội, từ khi biện pháp đưa người bán dâm vào cơ sở chữa bệnh được gỡ bỏ, việc xử lý gái bán dâm đứng đường gặp rất nhiều khó khăn. Sau một thời gian tạm yên, hiện tượng gái mại dâm vẫy khách nơi công cộng ở Hà Nội có dấu hiệu phức tạp trở lại. Gái mại dâm bị bắt nhưng lại phải thả ra vì không có chế tài xử lý, sau khi được thả gái mại dâm ngay lập tức dạt sang địa bàn phường khác vẫy khách. Hoặc tại Thành phố Hồ Chí Minh, sau khi luật mới được áp dụng, công tác ngăn chặn mại dâm trở nên cực kỳ khó khăn, đối tượng bán dâm hoạt động công khai hơn vì họ biết nếu bị bắt quả tang thì cũng chỉ bị xử phạt hành chính chứ không phải giáo dục tại địa phương và đưa vào cơ sở chữa bệnh như trước đây. Gái mại dâm còn đưa tiền cho bảo kê giữ, nếu bị đưa về công an phường, sau khi lấy lời khai, gái mại dâm quyết không nộp phạt trong khi công an chẳng làm gì được. Có trường hợp còn đứng phắt dậy, bỏ về và tuyên bố thẳng thừng: "Nhà nước đã bỏ việc đưa chúng tôi vào trại, các ông chả có lý do gì mà giữ chúng tôi. Còn phạt thì tôi chẳng có tiền".
Tại Thành phố Hồ Chí Minh, đại diện huyện Củ Chi cho biết: trước kia mại dâm chỉ hoạt động ở trung tâm nhưng nay "đã bung ra toàn thành, chỗ nào cũng có". Đại diện Hội Phụ nữ thành phố cho biết: do mức phạt quá nhẹ nên người bán dâm cứ thoải mái tái phạm. Những người bán dâm đã quen kiếm nhiều tiền lại nhàn hạ, mức phạt lại nhẹ nên rất khó động viên họ từ bỏ bán dâm để kiếm việc làm khác. Mỗi người bán dâm chỉ được cấp 5 triệu đồng học nghề, số nghề có thể học lại hạn chế, học xong rồi thì thu nhập khi đi làm cũng thấp hơn nhiều so với đi bán dâm, lại vất vả nên phần lớn họ lại bỏ nghề và tiếp tục đi bán dâm, vì mức phạt nhẹ nên dù có tái phạm liên tiếp họ cũng không sợ. Vì pháp luật không có tính răn đe nên công tác hỗ trợ gái mại dâm hoàn lương chỉ thu được kết quả rất hạn chế.
Ông Trần Ngọc Lợi - Chi cục trưởng Phòng chống tệ nạn xã hội tỉnh Vĩnh Long, cho biết: quy định mức phạt vi phạm hành chính đối với người bán dâm vẫn còn quá nhẹ (từ 100.000- 300.000 đồng/lần). Người bán dâm dù tái phạm nhiều lần cũng chỉ được phép lập hồ sơ vi phạm và phạt một số tiền nhỏ, không áp dụng biện pháp giáo dục tại địa phương hoặc đưa vào cơ sở bảo trợ xã hội. Qua theo dõi, nhiều đối tượng bán dâm thường không về lại địa phương cư trú mà chuyển sang địa bàn khác tiếp tục hành nghề, thậm chí chấp nhận phạt tiền để tiếp tục bán dâm nên rất khó tiếp cận để tư vấn, tạo điều kiện cho họ hòa nhập cộng đồng.
Phó trưởng CA xã Xuân Đỉnh (Từ Liêm, Hà Nội), ông Nguyễn Xuân Long chia sẻ: dù đã có 15 năm làm công tác giữ gìn trật tự an ninh ở xã, nhưng chưa bao giờ việc đấu tranh phòng chống mại dâm lại khó như bây giờ. Sau một năm nay, việc không đưa vào cơ sở chữa bệnh, không giáo dục tại xã, phường đối với người bán dâm mà chỉ phạt tiền khiến hoạt động của gái mại dâm ngày càng công khai, phức tạp hơn. Cần phải có những chế tại mạnh hơn thì mới có thể đủ sức răn đe.
Mặt khác, về lâu dài, việc xử phạt nhẹ, thả lỏng gái mại dâm sẽ dẫn tới nguy cơ lan tràn bệnh hoa liễu. Tỷ lệ rất cao gái mại dâm trong các trung tâm này đã mang mầm bệnh như AIDS, lậu mủ, giang mai... hoặc nghiện ma túy. Ví dụ, ở Trung tâm Giáo dục Lao động Xã hội số 2 (Ba Vì - Hà Nội) có 208 học viên, số nghiện ma túy lên tới 50%, số nhiễm HIV lên tới 10%, nếu tính cả lậu mủ, giang mai thì có tới 142 người (70%) bị nhiễm. Khi thả họ ra thì không ai biết họ sẽ đi đâu và làm gì, phần lớn sẽ tiếp tục đi bán dâm, hút chích và sẽ lây bệnh cho nhiều người nữa. Khi phát hiện bị bệnh thì cũng chẳng ai đưa họ vào bệnh viện, họ cứ thế mà gieo rắc mầm bệnh.
Tại Thành phố Hồ Chí Minh, giai đoạn 2011-2015, tỷ lệ lây nhiễm HIV qua đường tình dục ngày càng tăng, chiếm tới 57,5% (ở giai đoạn 2006-2010, tỷ lệ này chỉ là 24%). Trên phạm vi cả nước, trong 10 tháng đầu năm 2016, tỷ lệ lây nhiễm HIV qua đường tình dục chiếm tới 56%, tăng rất nhanh so với tỷ lệ 45% của năm 2013 Nguyên nhân khiến tỷ lệ nhiễm HIV qua đường tình dục tăng nhanh là do các quy định bất hợp lý tại Luật xử lý vi phạm hành chính năm 2012: gái mại dâm không còn phải vào trung tâm chữa bệnh như trước đó (trong khi có nhiều người trong số họ nhiễm HIV), cho nên họ cứ tiếp tục tái phạm và lây nhiễm bệnh cho những người mua dâm mà không ai ngăn chặn được.
Kể từ năm 2015, viện trợ của quốc tế cho chương trình chống HIV của Việt Nam đã bị cắt giảm và sẽ chấm dứt hoàn toàn vào năm 2017. Nhiều chương trình phân phát bao cao su, thuốc điều trị HIV cho gái mại dâm sẽ không còn kinh phí thực hiện. Nếu tiếp tục duy trì chính sách xử phạt nhẹ người bán dâm một cách bất hợp lý như tại Luật xử lý vi phạm hành chính năm 2012 (không giáo dục bắt buộc tại địa phương hoặc đưa vào cơ sở chữa bệnh) thì tỷ lệ người mua dâm bị lây nhiễm HIV từ nhóm đối tượng này sẽ ngày càng tăng cao.

#### Giải pháp của Đà Nẵng
Để khắc phục những vướng mắc này, tháng 3/2016, chính quyền Đà Nẵng đã ban hành văn bản cho phép tiếp nhận người bán dâm vào trung tâm bảo trợ xã hội. Việc tiếp nhận đối tượng vào cơ sở bảo trợ xã hội không bị coi là xử lý vi phạm hành chính. Cơ sở bảo trợ xã hội tiếp nhận, quản lý, chăm sóc đối tượng được đặt tại thôn Lộc Mỹ, xã Hòa Bắc, huyện Hòa Vang, Đà Nẵng. Thời gian đối tượng sống tại cơ sở bảo trợ xã hội tối đa 3 tháng. Trường hợp đối tượng được đào tạo nghề ngắn hạn tại cơ sở bảo trợ xã hội thì được gia hạn đến khi hết thời gian đào tạo nghề. Các hành vi đưa đối tượng ra khỏi cơ sở bảo trợ xã hội khi chưa được người có thẩm quyền giải quyết là không được phép. Ông Lê Minh Hùng, Chi cục trưởng Phòng chống tệ nạn xã hội Đà Nẵng lý giải việc ban hành quyết định này:
"Rất khó thống kê số lượng người bán dâm. Từ khi trung ương ra Luật Xử lý vi phạm hành chính năm 2012 có quy định bán dâm chỉ bị xử phạt tiền và không được đưa vào cơ sở xã hội chữa bệnh và không được giáo dục ở cơ sở xã, phường thì gần như các cơ quan chức năng đã "dạt ra", không còn cố gắng chống nạn mại dâm như trước. Nếu làm thì chỉ ở những điểm nóng, phức tạp.
Luật hiện tại chỉ xử phạt hành chính với người bán dâm mà không đưa vào cơ sở xã hội, không quản lý tại xã phường. Điều này đang tồn tại những bất cập và một số địa phương đã đưa ra cách làm riêng... Nếu anh phát hiện họ bán dâm, anh phạt tiền rồi để họ ra ngoài tiếp tục hoạt động thì xem như là thả nổi. Thậm chí có người chịu phạt một ít nhưng vẫn còn một khoản đủ sống. Như vậy, xử lý pháp luật vẫn chưa rốt ráo. Quyết định của Đà Nẵng đưa ra là để giúp những người phụ nữ bán dâm có cuộc sống tốt hơn, vì thành phố an bình hơn.
Đà Nẵng đi tiên phong hơn khi thực hiện bằng văn bản, mang tính chất lâu dài, công khai minh bạch... không chỉ giúp đảm bảo an ninh trật tự mà còn là chính sách nhân văn. Trong 3 tháng đưa người bán dâm vào sống tại cơ sở bảo trợ xã hội, chúng tôi sẽ cố gắng để làm cầu nối nhằm đưa họ về đoàn tụ cùng gia đình hoặc tư vấn cho học nghề... Chúng tôi sẽ giúp họ nhận thức ra việc làm đó là sai và tìm đường tư vấn cho họ tránh những kẻ bảo kê, tránh lặp lại con đường cũ.
Nếu ở thời điểm này chúng ta buông lỏng quản lý thì chắc chắn sẽ phải lãnh hậu quả ngay, mà có khi đến 10 năm sau cũng không khắc phục được. Bây giờ thành phố đang thấy trước nguy cơ đó thì dẹp bỏ trước để tránh sau này có những hệ lụy phức tạp."
Theo tiến sĩ Đỗ Đức Hồng Hà - Ban Thư ký Bộ Tư pháp, cần bổ sung thêm tội danh "Bán dâm" vào luật Hình sự để tăng thêm tính răn đe. Việc không xử lý hình sự người bán dâm, nhất là những đối tượng bán dâm chuyên nghiệp, đã bị xử lý hành chính mà vẫn còn tái phạm rõ ràng là bỏ lọt tội phạm, không ngăn chặn được tệ nạn mại dâm. Vì vậy, đã đến lúc cần trừng trị cả người bán dâm nếu họ đã bị xử lý hành chính về hành vi này mà vẫn còn tái phạm

### Đối với người mua dâm
Một vấn đề khác là mức phạt hành vi mua dâm. Ở nhiều nước như Mỹ, Thụy Điển, Na Uy, Pháp, Hàn Quốc... hành vi mua dâm bị phạt nặng để răn đe tối đa những người có ý định mua dâm (khi đó tự khắc số gái bán dâm cũng giảm đi). Ở những nước này, mua dâm là tội hình sự, có thể bị phạt hàng ngàn USD và đi tù nhiều tháng. Cảnh sát cũng công khai danh tính kẻ mua dâm nơi công cộng để họ phải cảm thấy hổ thẹn. So với những nước này, mức phạt tại Việt Nam nhẹ hơn rất nhiều, chỉ bị phạt tiền 300-500 nghìn đồng, cũng không bị giam giữ hoặc công khai danh tính. Nghị định 178/2004/NĐ-CP quy định: nếu là cán bộ, công chức, người thuộc lực lượng vũ trang thì ngoài việc xử lý hành chính còn bị thông báo cho người đứng đầu cơ quan, tổ chức quản lý người đó để xử lý. Nhưng thực tế trong nhiều năm qua, có không ít cán bộ, công chức bị bắt khi mua dâm nhưng đa số đều không bị thông báo về cơ quan vì "nể tình" hoặc có sự can thiệp từ nhiều mối quan hệ, khiến pháp luật mất tính răn đe.
Mức xử phạt thấp như vậy chẳng thấm tháp gì so với túi tiền của khách mua dâm nên không có sức răn đe, bị phạt cũng không ai sợ, việc chống mại dâm do vậy chỉ như "chống ngọn mà chưa chống gốc, giơ thì cao nhưng đánh thì khẽ". Việc xử lý như hiện nay là phạt ít tiền rồi lại thả nên chẳng khác gì "bắt cóc bỏ đĩa", theo chiều hướng này sẽ dẫn đến một hệ quả tất yếu: bán dâm thì chẳng e ngại gì, còn kẻ mua dâm thì cứ mặc sức mà mua.
Thực tế này đòi hỏi cần phải có chế tài mới nghiêm khắc tương xứng. Có những đề nghị phải tăng mức phạt, đồng thời công khai danh tính đối tượng mua dâm để nâng cao tính răn đe những đối tượng này. Đây là hoạt động "có cầu có cung" nên phải xử lý nghiêm từ cả hai phía là mua dâm và bán dâm. Bà Nguyễn Thị Huệ - Phó Giám đốc Trung tâm Giáo dục Ba Vì nói: "Về việc này, tôi nhận thấy là không công bằng. Trong hoạt động mại dâm có cầu mới có cung... nếu chúng ta hạn chế được người mua dâm, thì gái mại dâm không có cơ hội để hành nghề". Tiến sĩ xã hội học Tống Văn Trung nói: "Việc không công khai danh tính người mua dâm là dung túng đối với người mua dâm... cần công khai danh tính để răn đe, khi phạt thì cũng phải phạt nặng. Nếu chỉ phải xử phạt hành chính thì không ai dám chắc rằng họ không tái phạm, bởi dù có bị bắt thì chỉ nộp phạt là xong."
Theo một chuyên gia xã hội học, thuốc đặc trị để dẹp mại dâm không hề khó, nhưng phải được nhiều ngành phối hợp làm nghiêm túc và triệt để. Đó là sửa đổi Pháp lệnh Phòng chống mại dâm theo hướng tăng nặng, đặc biệt là việc thông báo về gia đình, nơi công tác của người mua dâm cần được thực hiện thật nghiêm túc. Không chỉ cán bộ, công chức mà bất cứ ai mua dâm đều bị đưa ra kiểm điểm trước gia đình, tổ dân phố, cơ quan... Các đối tượng bảo kê cũng cần có chế tài xử lý về hình sự.
Chuyên gia tâm lý, PGS.TS Nguyễn Văn Tiệp, Trưởng khoa nhân học, Trường Đại học KHXH&NV Thành phố Hồ Chí Minh phát biểu: 
"Một hiện tượng mới trong xã hội phát triển là hình thành một tầng lớp mới gọi là "đại gia". Họ giàu có nhờ những nguồn này nguồn khác, kể cả lao động hay bất chính; từ đó, nảy sinh nhu cầu mua dâm "chân dài". Đáp ứng lại điều đó, một số người mẫu, diễn viên, sinh viên (gọi nôm na là "chân dài") hình thành các nhóm bán dâm cao cấp, do tham tiền bạc, đạo đức xuống cấp đã sẵn sàng bán mình để lấy nguồn tiền lớn từ túi "đại gia". Vì thế, không chỉ phạt gái bán dâm, mà còn phải xử phạt thật nặng những người đi mua dâm nói chung và những người mua dâm thuộc tầng lớp "đại gia" nói riêng"

## Đề xuất
Ngày 23 tháng 8 năm 2015, Phó chi cục trưởng Chi cục Phòng chống Tệ nạn xã hội TP HCM, ông Lê Văn Quý đề xuất: để phòng chống tệ nạn mại dâm hiệu quả hơn, cần phải gom các cơ sở kinh doanh dịch vụ dễ phát sinh mại dâm vào một khu riêng. Ông Quý nhấn mạnh: việc thành lập khu vực này không phải là để công nhận mại dâm hợp pháp, mà là để tăng cường sự quản lý của Nhà nước đối với những cơ sở dịch vụ dễ phát sinh mại dâm (mát xa, karaoke...). Các cơ sở kinh doanh ở đây nếu để xảy ra tệ nạn mại dâm thì vẫn bị xử phạt theo pháp luật.
Theo TS Khuất Thu Hồng, cách ngăn chặn mại dâm lỏng lẻo như hiện nay không xoá bỏ được mại dâm mà nó vẫn ngày càng phát triển phức tạp hơn, tiềm ẩn nhiều bất ổn về đạo đức, trật tự, an toàn xã hội, nguy cơ lây lan một số bệnh truyền nhiễm. Cho nên bà tán thành đề xuất của ông Quý vì những ưu điểm của nó: người làm ở đây được quản lý ở một khu vực nhất định, nơi phải đăng ký hoạt động, họ được cung cấp dịch vụ y tế để đảm bảo sức khoẻ, tránh việc mại dâm trá hình phát sinh. Cách quản lý này cũng giảm thiểu được tình trạng buôn bán phụ nữ, giảm bóc lột và bạo lực đối với người lao động tại các cơ sở. Tuy nhiên, áp dụng mô hình này thì cũng phải làm sao đảm bảo để mại dâm không tồn tại ở các khu vực khác, đó là việc rất khó. Nếu luật pháp thực hiện không nghiêm, mại dâm vẫn sẽ hoạt động bí mật ở khu vực khác
Hiện có một số đề xuất hợp pháp hóa mại dâm gây nhiều tranh luận, đặc biệt sau các vụ việc các người mẫu hoa hậu bị phát hiện bán dâm. Theo ông Nguyễn Văn Minh, Cục trưởng Cục Phòng chống tệ nạn xã hội, thì: "trước đây cũng đã có những ý kiến kiểu như vậy. Đó chỉ là số ít và tôi không hiểu phát biểu như vậy thì nhận thức của họ về vấn đề này như thế nào. Nếu muốn sửa, thay đổi điều này thì phải sửa cả hiến pháp, pháp luật, mà hiến pháp, pháp luật của ta hiện hành đều bảo vệ gia đình, bảo vệ trẻ em, bảo vệ nhân phẩm, danh dự người phụ nữ, hạnh phúc gia đình họ...", ông còn cho biết: "việc này sẽ ảnh hưởng nghiêm trọng đến nhận thức của một bộ phận giới trẻ về mại dâm. Chỉ cần bỏ ra một ít tiền là nam thanh niên sẽ sa đà vào con đường chơi bời, gái gú. Còn với nữ giới, thấy việc bán dâm vừa nhàn lại có tiền sắm sửa nên nhiều em sẽ sẵn sàng đi bán dâm... xã hội sẽ loạn vì không kiểm soát được đại dịch HIV/AIDS, làm hư hỏng cả một bộ phận giới trẻ".
Nếu phân tích điều kiện xã hội tại Việt Nam thì việc hợp pháp hóa mại dâm sẽ làm nảy sinh nhiều hệ lụy:
- Về vấn đề quản lý, ngay cả những nước có hệ thống pháp luật chặt chẽ như Đức, Úc, Hà Lan, việc hợp pháp hóa mại dâm vẫn gây ra những hệ lụy nghiêm trọng. Chính phủ các nước này gần như bất lực trong việc kiểm soát hoạt động này, khiến nó ngày một lan tràn và gây thêm nguy hại (xem chi tiết tại Hợp pháp hóa mại dâm và các hệ lụy). Nhiều nước khác như Thụy Điển, Na Uy đã phải quay lại biện pháp cấm triệt để mại dâm sau một thời gian cho hợp thức. Với tình trạng quản lý nhiều yếu kém và bất cập (thậm chí là hối lộ và lách luật) tại Việt Nam, nếu cho hợp thức hóa thì chắc chắn mại dâm sẽ càng biến tướng và nguy hại khôn lường, các quy định quản lý sẽ chỉ là hình thức. Thực tế hiện nay, ở các cơ sở mát xa trá hình, chỉ cần bỏ ra 2 triệu đồng là đã có hồ sơ đầy đủ, từ chứng chỉ hành nghề tới đầy đủ các xét nghiệm máu, HIV và giấy chứng nhận sức khỏe tốt. Thực chất, chẳng cần có khóa đăng ký hay cuộc kiểm tra sức khỏe nào diễn ra cả, tất cả giấy tờ chỉ cần bỏ ít tiền ra là mua được.[89] Chỉ cần 200 ngàn, "cò" khám bệnh có thể thông đồng với bác sĩ để "hô biến" các thông số về sức khỏe như ý muốn của khách mua[90]
- Về mặt đạo đức, hợp pháp mại dâm sẽ là sự đạp đổ các giá trị đạo lý gia đình, văn hóa truyền thống dân tộc, từ đó làm mất phương hướng việc giáo dục đạo đức cho thế hệ trẻ, về lâu dài sẽ dẫn tới sự băng hoại đạo đức, "khủng hoảng các giá trị sống" ở những thế hệ tương lai. Trẻ nhỏ, học sinh thấy người lớn mua bán dâm công khai thì khi lớn lên chúng sẽ muốn học theo. Những lời dạy trẻ nhỏ về nhân phẩm, tình yêu, lòng tự trọng sẽ trở nên sáo rỗng khi mà chính người lớn lại công khai làm ngược lại. Đạo đức xã hội cứ dần xói mòn, những đứa trẻ sẽ lớn lên trong sự khủng hoảng giá trị sống, và chỉ 10-15 năm sau là mối nguy này phát tác, chúng sẽ trở thành cả một thế hệ thanh niên bị tha hóa và hư hỏng. Nhiều em gái sẽ chẳng còn muốn phấn đấu học tập, lao động nữa mà sẽ rủ rê nhau đi bán dâm, vừa kiếm tiền dễ dàng lại không phải vất vả nặng nhọc; còn đàn ông vì chẳng sợ bị trừng phạt nữa nên sẽ kéo nhau đi mua dâm nếu có tiền. Xã hội sẽ trở thành một "bầy người" quần giao hỗn loạn như thời Tiền sử. Không những vậy, những kẻ "kinh doanh xác thịt" sẽ lợi dụng sự điều này để mở rộng mạng lưới hoạt động [65].
- Về bản chất hệ thống chính trị, chế độ Xã hội chủ nghĩa chân chính không bao giờ dung túng cho sự tha hóa nhân phẩm, mua bán xác thịt con người vì đồng tiền. Nếu dung túng cho một dạng tệ nạn xã hội trái với đạo đức dân tộc thì sẽ là sự tự phủ nhận chính bản chất của chế độ Xã hội chủ nghĩa mà nhà nước Việt Nam đang tuyên bố xây dựng (Điều 4 Cương lĩnh 1991: Có nền văn hoá tiên tiến, đậm đà bản sắc dân tộc), phản bội lại lý tưởng giải phóng phụ nữ của thế hệ Cách mạng đi trước. Sự "tự phủ nhận, tự chệch hướng" này chính là một dạng "Tự Diễn biến hòa bình", sẽ gây mất niềm tin trong đội ngũ cán bộ và sự bất bình trong dư luận nhân dân, về lâu dài sẽ là nguy cơ gây rối loạn xã hội, làm sụp đổ cả hệ thống chính trị. Trong lịch sử Việt Nam đã có không ít các triều đại bại vong vì dung túng cho sự dâm dục vô đạo: nhà Lý mất vì Cao Tông trầm mê nữ sắc, nhà Trần suy vong vì Trần Dụ Tông dâm dục háo sắc, nhà Hậu Lê thì sụp đổ vì "vua lợn" Lê Tương Dực...
- Không chỉ gây ra những hệ lụy xấu về xã hội, văn hóa và chính trị, chỉ xét riêng vấn đề chi phí và cơ sở hạ tầng thì việc hợp pháp hóa mại dâm ở Việt Nam cũng là điều bất khả thi. Ví dụ, nếu quy định cho tất cả người bán dâm đi xét nghiệm mỗi tháng 1 lần (gói Level 2 tốn khoảng 400 USD/lần[91]), chính phủ Việt Nam sẽ phải chi ít nhất 150 triệu USD (khoảng 3.200 tỷ đồng) mỗi năm (tương lai có thể sẽ còn cao hơn nhiều lần khi số người bán dâm tăng). Đây là con số rất lớn, gấp 6 lần ngân sách hàng năm cho thể thao, gấp 3 lần ngân sách cho phát thanh truyền hình và gấp 40 lần ngân sách cho xúc tiến đầu tư, du lịch.[92] Hệ thống y tế vốn nghèo nàn của Việt Nam cũng sẽ quá tải với gần 400 ngàn lượt xét nghiệm tăng thêm mỗi năm.

Theo tiến sĩ Đỗ Đức Hồng Hà - Ban Thư ký Bộ Tư pháp, cần bổ sung thêm tội danh "Bán dâm" vào luật Hình sự để tăng thêm tính răn đe. Việc không xử lý hình sự người bán dâm, nhất là những đối tượng bán dâm chuyên nghiệp, đã bị xử lý hành chính mà vẫn còn tái phạm rõ ràng là bỏ lọt tội phạm, không ngăn chặn được tệ nạn mại dâm. Đã đến lúc cần trừng trị cả người bán dâm nếu họ đã bị xử lý hành chính về hành vi này mà vẫn còn tái phạm